# Elena Oprea
Elena Oprea (ur. 5 października 1953 w Bukareszcie) – rumuńska wioślarka. Dwukrotna olimpijka, medalistka mistrzostw świata i Europy.

## życiorys
Na igrzyskach olimpijskich w 1976 w Montrealu zajęła 4. miejsce w czwórce ze sternikiem i 6. miejsce w ósemce. Na kolejnych igrzyskach olimpijskich w 1980 w Moskwie zajęła 4. miejsce w dwójce bez sternika (partnerowała jej Florica Dospinescu).
Była wicemistrzynią świata w dwójce bez sternika w 1979 (razem z Dospinescu) oraz brązową medalistką w ósemce w 1974 i 1975 i w 1978 w czwórce ze sternikiem. Zdobyła również dwa medale mistrzostw Europy w ósemce: srebrny w 1972 i brązowy w 1971.